# No Limit Records
Pour les articles homonymes, voir No Limit.
No Limit Records est un label discographique de hip-hop et de RnB américain, fondé par Percy « Master P » Miller au début des années 1990. Il fait partie des labels qui ont beaucoup compté dans le développement du genre Dirty South, et plus globalement des labels indépendants dans le rap. Master P, son fils Lil' Romeo, ses frères C-Murder et Silkk the Shocker, Mystikal ou Snoop Dogg font partie des artistes ayant été signés sur le label et ayant participé à son succès.
Durant les années 2000, le label connait plusieurs mutations dont les plus notables sont The New No Limit, Guttar Music et actuellement No Limit Forever. Selon Master P, plus de 75 millions d'albums ont été vendus en 2014 sous l’emblème du tank doré.

## Histoire

### Débuts (1991–1995)
Percy « Master P » Miller fait ses premiers pas en tant qu'homme d'affaires à la fin des années 1980 dans la région de la Baie de San Francisco en ouvrant son propre magasin de disques, No Limit Record Shop, grâce à 10 000 $ hérités de son grand-père récemment décédé. Spécialisé dans la vente du gangsta rap local, le magasin devient vite une référence et Master P en profite pour distribuer ses propres produits puis son premier album Get Away Clean, lançant par la même occasion No Limit. Pour promouvoir son album, il s'engage dans une tournée durant laquelle il est chargé d'assurer les premières parties de 2Pac ou de Too $hort, et profite de ce voyage pour prendre contact avec tous les promoteurs et DJs qu'il rencontre. Un an plus tard, en 1992, Master P publie son deuxième album, Mama's Bad Boy, vendu environ à 150 000 exemplaires.
Master P ne se contente pas de son succès personnel et commence à produire les albums d'autres artistes locaux tels que E-A-Ski & CMT, Lil Ric, Dangerous Dame ou son propre groupe T.R.U., composé entre autres de King George et de Big Ed. Il lance également la série de compilation West Coast Bad Boyz qui lui permet de collaborer avec des artistes plus réputés tel que Rappin' 4-Tay en 1994 ou Ice Cube quelques années plus tard. Solar Records intéressé par ce succès grandissant distribue son album suivant The Ghettos Tryin to Kill Me!. Les ventes toujours en hausse permettent à Master P, et à son label d'attirer l'attention et de signer ensuite un contrat de distribution avec Priority Records.

### Années de succès (1995–1999)
Master P fait signer d'autres artistes au label comme Mia X, Skull Duggery, Kane & Abel, Tre 8, Mr. Serv-On, Big Ed ou encore Soulja Slim. En 1995, No Limit Records signe un contrat avec la maison de disques Priority Records. Il s'agit vraiment d'un plus pour la bande à Percy Miller car elle lui permet d'être au-devant de la scène. Ses deux albums Ghetto D et MP da Last Don atteignent directement la première place du Billboard 200. En 1997, le label réussit un coup de maitre en signant Snoop Dogg, déjà sextuple disque de platine. Dogg publie Da Game Is to Be Sold, Not to Be Told (1998), No Limit Top Dogg (1999) et Tha Last Meal (2000) chez No Limit ; les albums atteindront le top 5 du Billboard 200,,, et seront certifiés quadruple disque de platine.
Entre 1997 et 2000, les albums de Mystikal, C-Murder ou Master P lui-même atteignent successivement le podium du Billboard 200.

### Déclinaison et réorganisation
En 1999, c'est au tour de Silkk the Shocker et son album Made Man de rentrer à la première place du Billboard 200. Malheureusement depuis l'an 2000, plus les années passent et plus les succès se font rares, il n'y a que Master P, C-Murder, Silkk, Magic et Mia X qui arrivent encore à tenir la pente. C'est en 2002 que Lil Romeo publie son premier album du même nom. En 2004, No Limit Records devient The New No Limit Records et met en partenariat Master P avec la compagnie Guttar Music Entertainment.
Master P a également écrit, produit et réalisé des films comme Hot-Boyz, où il fait jouer ses rapeurs comme Sillk the Shocker, Mystikal entre autres. En 2010, Miller fonde un autre label du nom de No Limit Forever.

## Discographie
- 1991 : Master P - Get Away Clean
- 1992 : Master P - Mama's Bad Boy
- 1992 : TRU - Understanding the Criminal Mind
- 1992 : E-A-Ski - 1 Step Ahead of Yall
- 1993 : TRU - Who's Da Killer?
- 1993 : Sonya C - Married to the Mob
- 1994 : Master P - The Ghettos Tryin to Kill Me!
- 1994 : Various Artists - West Coast Bad Boyz, Vol. 1: Anotha Level of the Game
- 1994 : Lil Ric - Deep N tha Game
- 1994 : Various Artists - West Coast Bad Boyz: High Fo Xmas
- 1995 : Dangerous Dame - Escape from the Mental Ward
- 1995 : Master P - 99 Ways to Die
- 1995 : TRU - True
- 1995 : Various Artists - Down South Hustlers: Bouncin' and Swingin'
- 1995 : Tre-8 - Ghetto Stories
- 1995 : Mia X - Good Girl Gone Bad
- 1996 : Master P - Ice Cream Man
- 1996 : Silkk - The Shocker
- 1996 : Skull Duggery - Hoodlum Fo' Life
- 1996 : Kane & Abel - 7 Sins
- 1997 : Various Artists - West Coast Bad Boyz II
- 1997 : TRU - Tru 2 da Game
- 1997 : Steady Mobb'n - Pre-Meditated Drama
- 1997 : Various Artists - I'm Bout It
- 1997 : Mia X - Unlady Like
- 1997 : Mr. Serv-On - Life Insurance
- 1997 : Master P - Ghetto D
- 1997 : Mystikal - Unpredictable
- 1998 : Young Bleed - My Balls & My Word
- 1998 : Silkk the Shocker - Charge It 2 da Game
- 1998 : C-Murder - Life or Death
- 1998 : Various Artists - I Got the Hook Up!
- 1998 : Sons of Funk - The Game of Funk
- 1998 : Fiend - There's One in Every Family
- 1998 : Soulja Slim - Give It 2 'Em Raw
- 1998 : Master P - MP da Last Don
- 1998 : Kane & Abel - Am I My Brother's Keeper
- 1998 : Mac - Shell Shocked
- 1998 : Snoop Dogg - Da Game Is to Be Sold, Not to Be Told
- 1998 : Big Ed - The Assassin
- 1998 : Skull Duggery - These Wicked Streets
- 1998 : Magic - Sky's the Limit
- 1998 : Various Artists - Mean Green: Major Players Compilation
- 1998 : Prime Suspects - Guilty 'til Proven Innocent
- 1998 : Gambino Family - Ghetto Organized
- 1998 : Mia X - Mama Drama
- 1998 : Ghetto Commission - Wise Guys
- 1998 : Steady Mobb'n - Black Mafia
- 1998 : Full Blooded - Memorial Day
- 1998 : Various Artists - No Limit Soldiers: We Can't Be Stopped
- 1998 : Mystikal - Ghetto Fabulous
- 1999 : Silkk the Shocker - Made Man
- 1999 : Mr. Serv-On - Da Next Level
- 1999 : C-Murder - Bossalinie
- 1999 : Various Artists - Foolish
- 1999 : Mo B. Dick - Gangsta Harmony
- 1999 : Lil Soldiers - Boot Camp
- 1999 : Snoop Dogg - No Limit Top Dogg
- 1999 : Various Artists - Who U Wit?
- 1999 : TRU - Da Crime Family
- 1999 : Mercedes - Rear End
- 1999 : Fiend - Street Life
- 1999 : Lil Italy - On Top of da World
- 1999 : Magic - Thuggin'
- 1999 : Mac - World War III
- 1999 : Master P - Only God Can Judge Me
- 2000 : 504 Boyz - Goodfellas
- 2000 : Mr. Marcelo - Brick Livin'
- 2000 : C-Murder - Trapped in Crime
- 2000 : Master P - Ghetto Postage
- 2000 : Snoop Dogg - Tha Last Meal
- 2001 : Silkk the Shocker - My World, My Way
- 2001 : Lil' Romeo - Lil' Romeo
- 2001 : Soulja Slim - Streets Made Me
- 2001 : Krazy - Breather Life
- 2001 : C-Murder - C-P-3.com
- 2001 : Master P - Game Face
- 2002 : Various Artists - West Coast Bad Boyz, Vol. 3: Poppin' Collars
- 2002 : 504 Boyz - Ballers
- 2002 : Lil' Romeo - Game Time
- 2003 : Choppa - Straight from the N.O.
- 2003 : Magic - White Eyes
- 2004 : Master P - Good Side, Bad Side
- 2004 : Silkk the Shocker - Based on a True Story
- 2004 : Lil' Romeo - Romeoland
- 2005 : TRU - The Truth
- 2005 : C-Murder - The Truest Shit I Ever Said
- 2005 : Master P - Ghetto Bill
- 2005 : Master P - Remix Classics
- 2005 : 504 Boyz - Hurricane Katrina: We Gon Bounce Back
- 2005 : Master P - Living Legend: Certified D-Boy
- 2006 : Master P - America's Most Luved Bad Guy
- 2006 : Various Artists - No Limit Greatest Hits
- 2006 : Master P - The Ultimate Master P
- 2006 : Lil' Romeo - Greatest Hits
- 2007 : Various Artists - Gutta Music All-Stars
- 2007 : Miller Boyz - Hip Hop History
- 2007 : Fiend - The Best Of Fiend: Mr. Whomp Whomp